# Europees krentenboompje

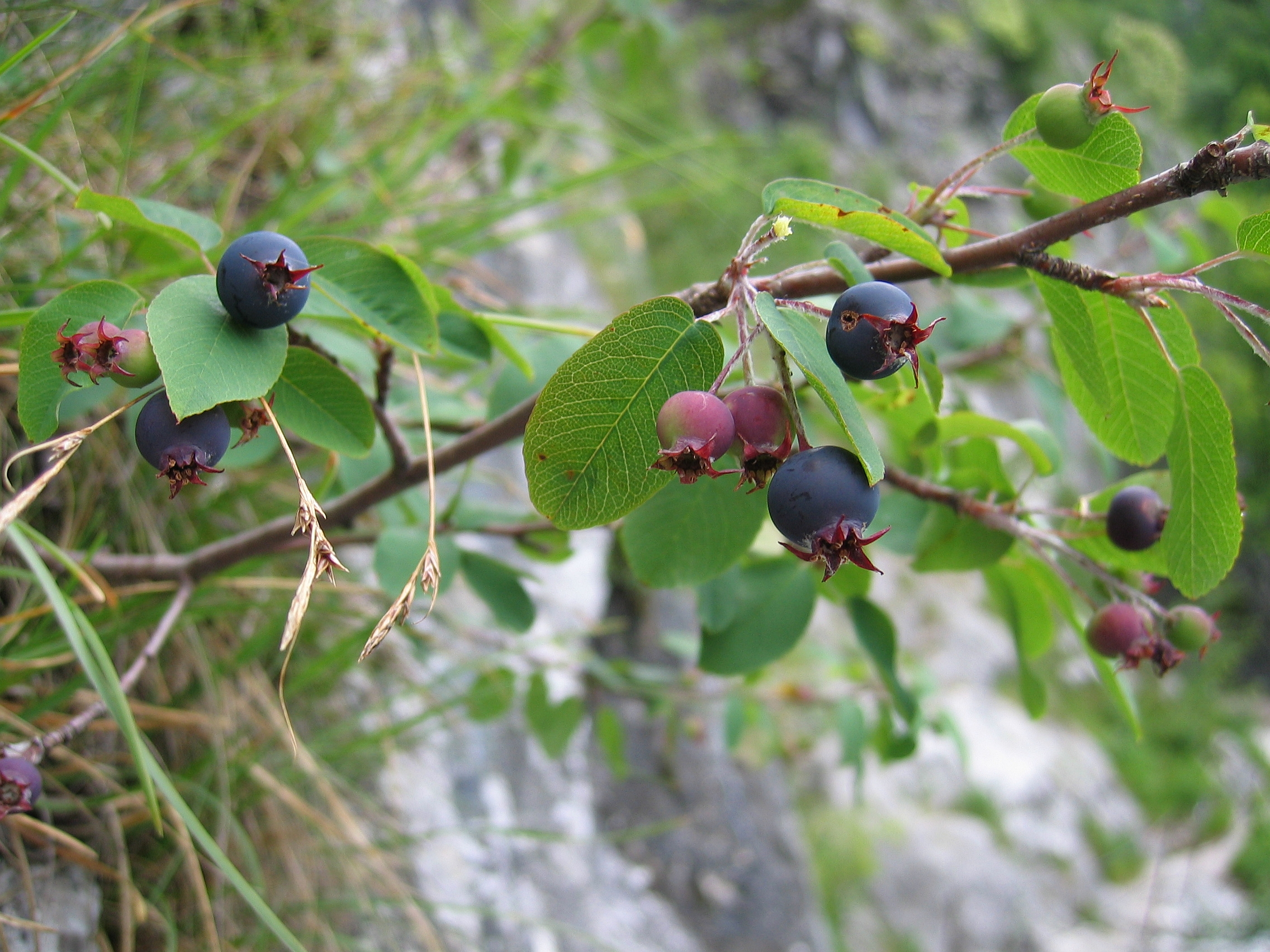
Vruchten bij wilde plant

Het Europees krentenboompje (Amelanchier ovalis) is een 1 tot 4 meter hoge struik uit de rozenfamilie (Rosaceae).

## Kenmerken
De groene bladeren zijn aan de onderzijde overdekt met fijne haartjes, een aanpassing aan droogte. De fijne haartjes geven de onderzijde van de bladeren een grijsgroene tot witte verschijning. 
De bloeiwijze bestaat uit een rechtopstaande, behaarde, eindstandige tros met drie tot negen witte bloemen. Deze soort heeft de grootste bloemen van alle krentenboompjes. Hij bloeit van juli tot augustus.
De vruchten zijn blauwzwarte bessen met een kroontje erop. De vrucht is sappig en zoet en derhalve zeer geliefd bij vogels.

## Voorkomen
Het is de enige soort uit zijn geslacht die van nature in Europa voorkomt. De soort komt van nature ook voor in de Kaukasus en Noord-Afrika. In Europa wordt de soort vooral aangetroffen in berggebieden. Deze soort gedijt op droge, warme groeiplaatsen op basenrijke grond met weinig organische stof. De thermofiele soort wordt in Frankrijk naar het zuiden toe dan ook algemener.
In België werden krentenboompjes aangeplant als begroeiing tussen de bermen van de autosnelwegen. Men plant krentenboompjes vooral aan omwille van de fraaie bladverkleuring in de herfst, die enkele dagen duurt. Tegenwoordig betreft de aanplant echter vrijwel uitsluitend de Amerikaanse krent.

### Amerikaans krentenboompje
Het Europees krentenboompje komt in Nederland niet van nature voor. Daarentegen komt het, erg op de Europese soort lijkende, Amerikaans krentenboompje (Amelanchier lamarckii) wel voor in Nederland. Deze exoot is ingeburgerd in het begin van de 20e eeuw en wordt met name aangetroffen op kalkarme zandgronden. In scherp contrast met het Europees krentenboompje groeit het Amerikaans krentenboompje goed op humeuze, lichtvochtige standplaatsen in de halfschaduw. Dergelijke standplaatsen zijn onder andere in Drenthe aan te treffen. Een verouderde naam voor de Amerikaanse krent is 'Drents krentenboompje'.

## Toepassingen
Hoewel de vruchten rauw genuttigd kunnen worden, is hij veel lekkerder als men hem eerst kookt. Door dit proces krijgen de kleine pitjes in de vruchten een amandelachtige smaak.
De vruchten kunnen onder andere gebruikt worden om sap of gelei mee te maken.

## Ondersoorten
Binnen de soort Europees krentenboompje bestaan diverse ondersoorten met fenotypische variatie.
- Amelanchier ovalis subsp. embergeri Favarger & Stearn
- Amelanchier ovalis subsp. ovalis
- Amelanchier ovalis var. cretica (Willd.) Fiori
- Amelanchier ovalis var. libanotica Browicz (voorlopig aanvaard)
- Amelanchier ovalis var. rhamnoides (Litard.) Briq.
- Amelanchier ovalis var. semiintegrifolia Hook. (voorlopig aanvaard)
- Amelanchier ovalis var. semiserrata C.Presl (voorlopig aanvaard)
- Amelanchier ovalis var. willdenoviana M.Roem. (voorlopig aanvaard)
- Amelanchier ovalis subvar. comafredensis O.Bolòs & Vigo (voorlopig aanvaard)

## Syntaxonomie
Het Europees krentenboompje is een kensoort voor het liguster-verbond (Berberidion vulgaris), maar komt in Nederland niet voor binnen dit verbond.